# Clark (New Jersey)
Clark – miejscowość  w hrabstwie Union w stanie New Jersey w USA. Miejscowość została nazwana na cześć, Abrahama Clarka sygnatariusza deklaracji niepodległości kolonii angielskich w Ameryce Północnej z 4 lipca 1776 roku. Według danych z 2010 roku Clark zamieszkiwało niespełna 15 tys. osób.